# Södermalmstorg
Södermalmstorg ligger vid Slussen och är ett av Stockholms äldsta torg.  Här möts Götgatan och Hornsgatan. Söder om torget ansluter Ryssgården och Stockholms stadsmuseum och i öster Mälarterrassen. Torget fick sin nuvarande utformning i samband med ombyggnaden av Slussen 2024 efter att tidigare fått sin utformning vid omgestaltningen av Slussenområdet på 1930-talet.
Vid Södermalmstorg ligger Stockholms stadsmuseum med adress Södermalmstorg 1, allmänheten går dock in från Ryssgården. På Södermalmstorg 4 återfinns Johan Skyttes hus, uppfört på 1640-talet.  Till vänster därom ansluter Jacob Grundels hus (Södermalmstorg 6) och i hörnet mot Hornsgatan märks Hans Marschalcks hus.

## Historia

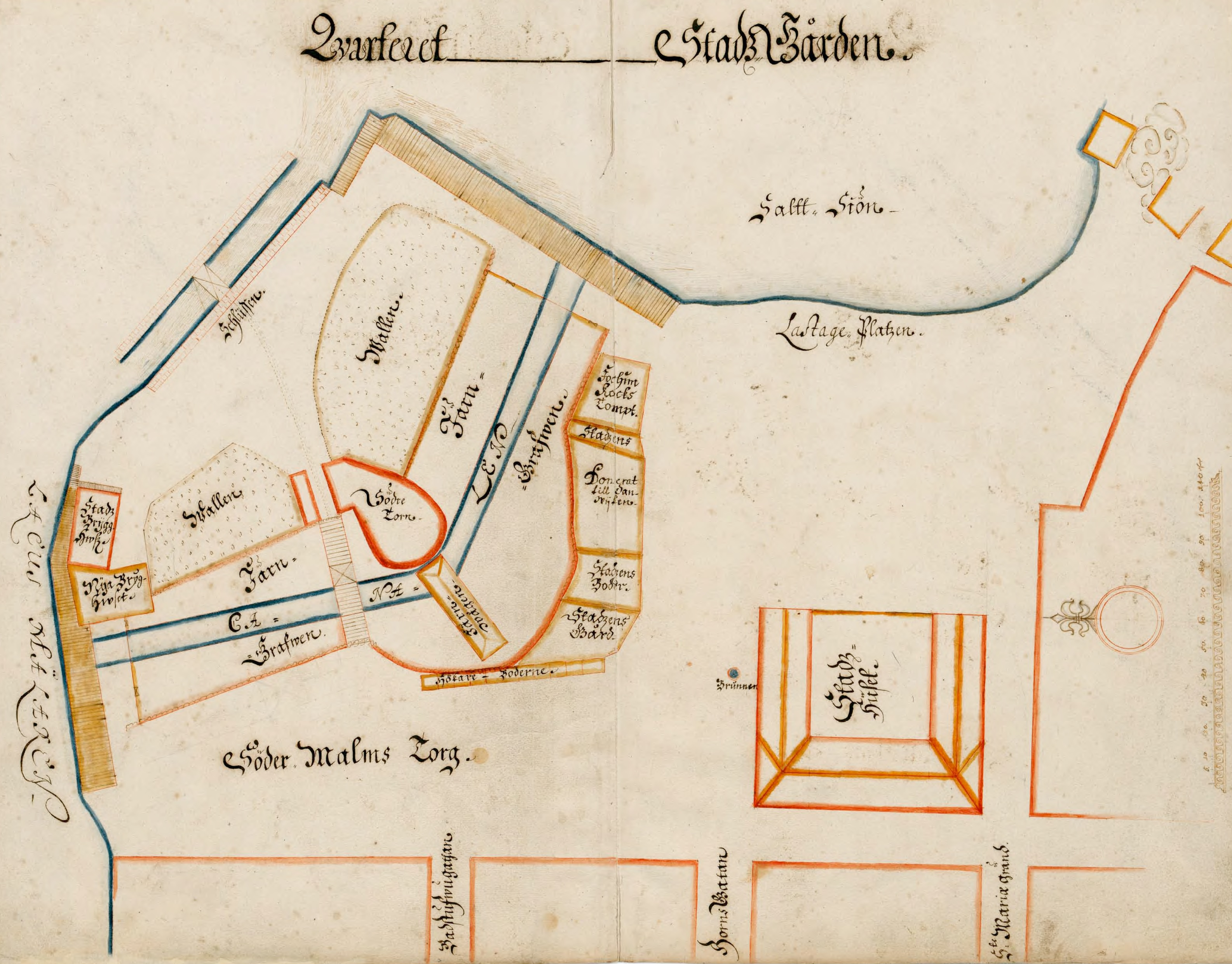
Torget i Holms tomtbok 1674. Norr är till vänster.

På platsen fanns redan under medeltiden ett oregelbundet torg, kallat Malmtorget och planerna på utformandet av det nya Södermalmstorg tycks gå tillbaka till tiden före den egentliga stadsregleringen. Torget stenlades 1637–1639 och fick under en tid tjänstgöra som avrättningstorg. Under 1630-talet och 1640-talet fick torget sin regelbundna utsträckning i samband med Södermalms stadsplanering som började 1641 (se även Stormaktstidens första stadsplan). 
År 1662 flyttades järnhanteringen och Stockholms järnvåg från Järntorget i Gamla stan till Järngraven vid Södermalmstorg. Det närbelägna och nybyggda Södra stadshuset var ämnad som generalfaktorikontor, ett huvudkontor för internationell handel. Under mer än 200 år skulle den svenska järnexporten ske via denna plats. 
Under 1600-talet förekommer omväxlande namnen Malmtorget och Södermalmstorg, men under 1700-talet blir det senare det gängse namnet. På Tillaeus karta från år 1733 finns det ett annat Malmtorg på Norrmalm. År 1771 förekommer Södermalms Torg-Brunn som har sitt namn efter den brunn som fanns vid sydöstra delen av torget och som gav upphov till den numera försvunna Brunnsbacken. År 1789 hette torget Södermalms brunsbacke; detta namn utgick 1935.
På Södermalmstorg 4 återfinns Johan Skyttes hus, uppfört på 1640-talet för riksrådet Johan Skytte. Delvis ombyggt efter Mariabranden 1759 och Anders Zorns ateljé 1913–1920. Senare kom Evert Taube att bo där fram till sin död.
Spårvägstrafik fanns vid Södermalmstorg från 1889, men platsen var en vändplats från förortsbanor först från 1933 (före ombyggnaden av Slussen var vändplatsen Karl Johans torg). Från 1933 till 1950 var vändplan för Enskedebanan och Örbybanan under Södermalmstorg och från ombyggnaden av Slussen till 1964 var vändplan för linjer till Mälarhöjden och Fruängen på själva torget.

## Bilder – historisk utveckling

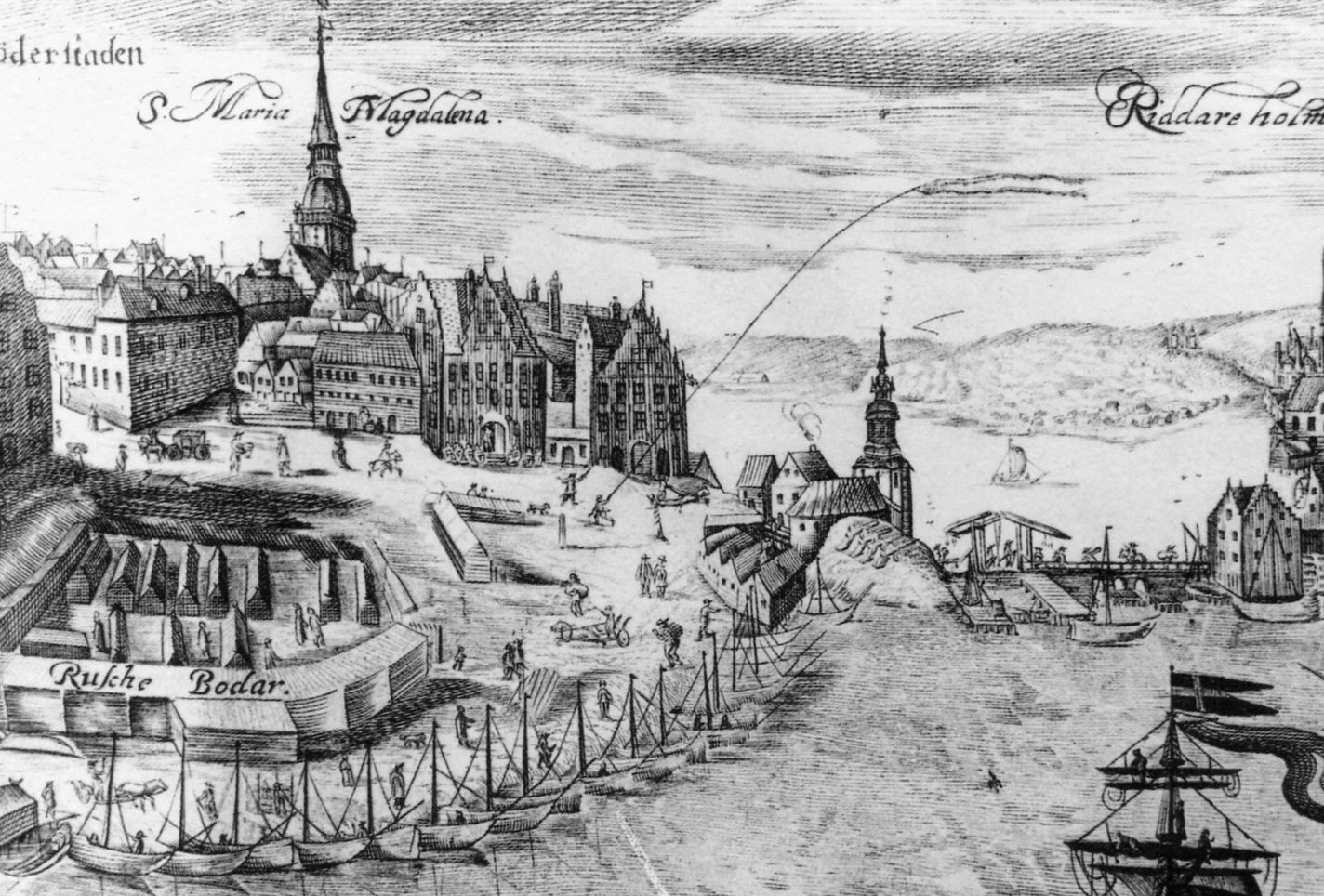
Hartmanns kopparstick från 1650-talet visar det nyreglerade Södermalmstorg.
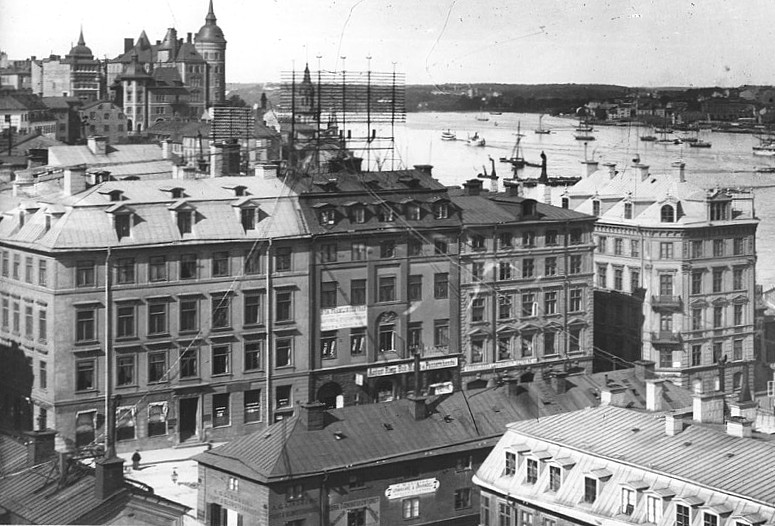
Södermalmstorg före 1913.
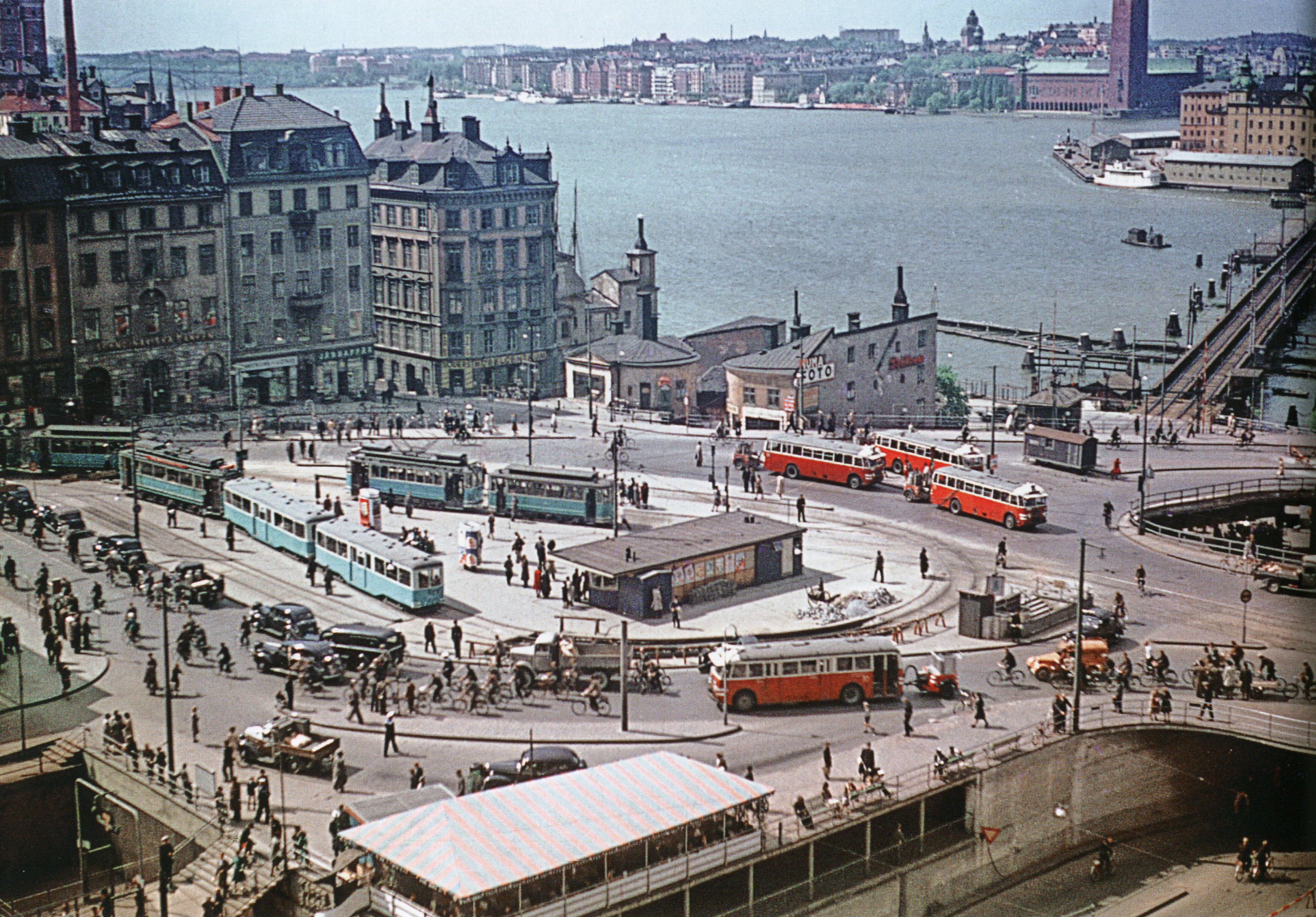
Södermalmstorg 1945.
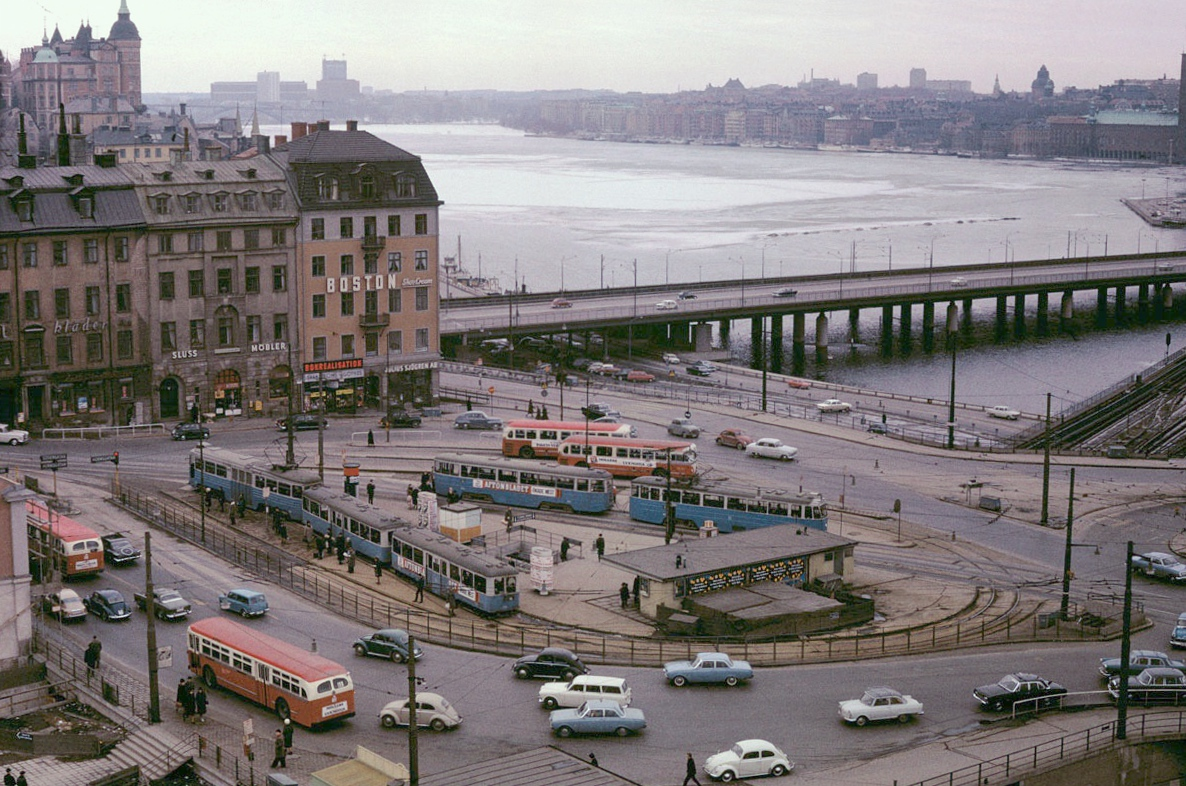
Södermalmstorg 1964.
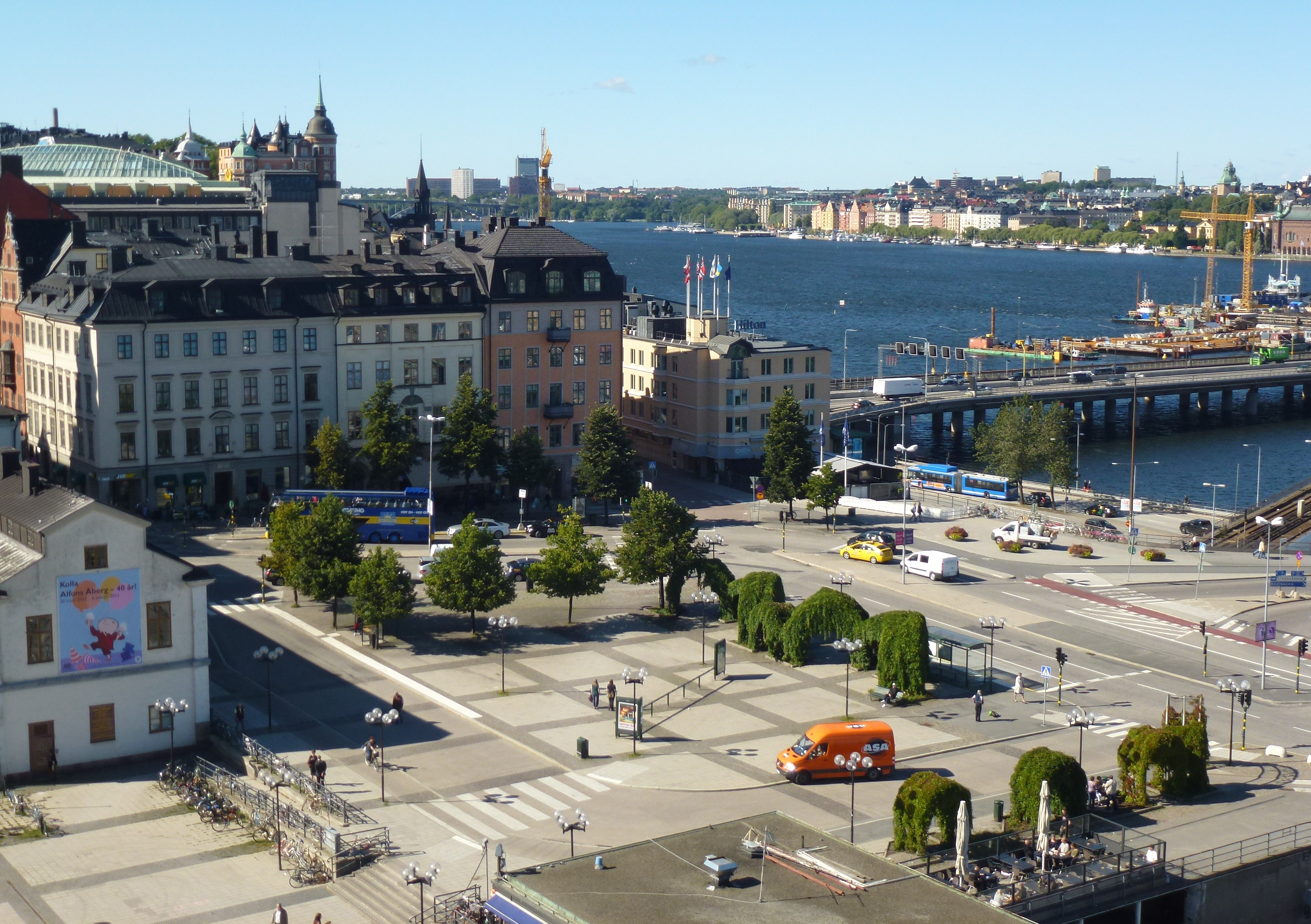
Södermalmstorg 2012
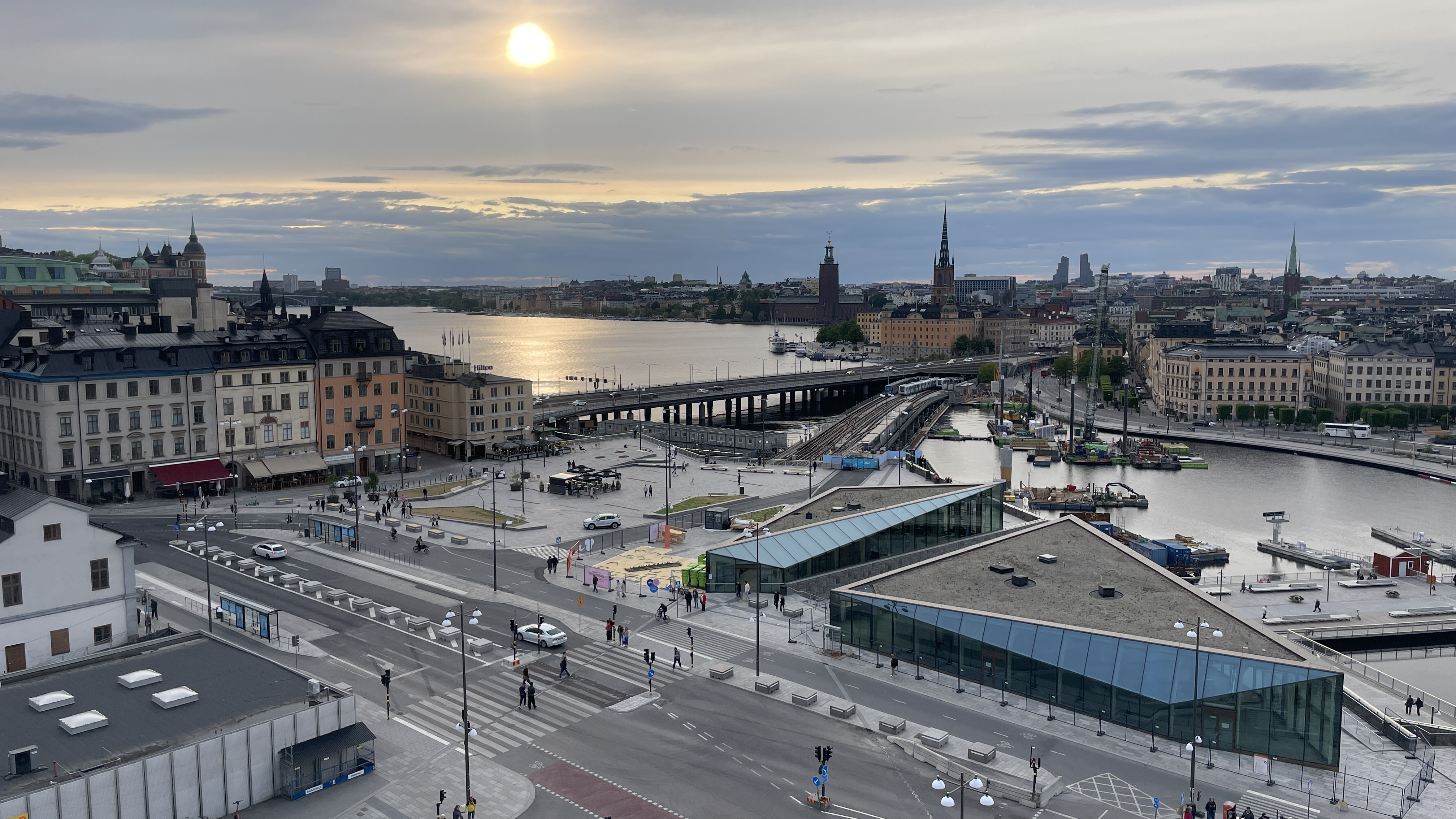
Slussenområdet med Södermalmstorg, juni 2025

## Utgrävningar

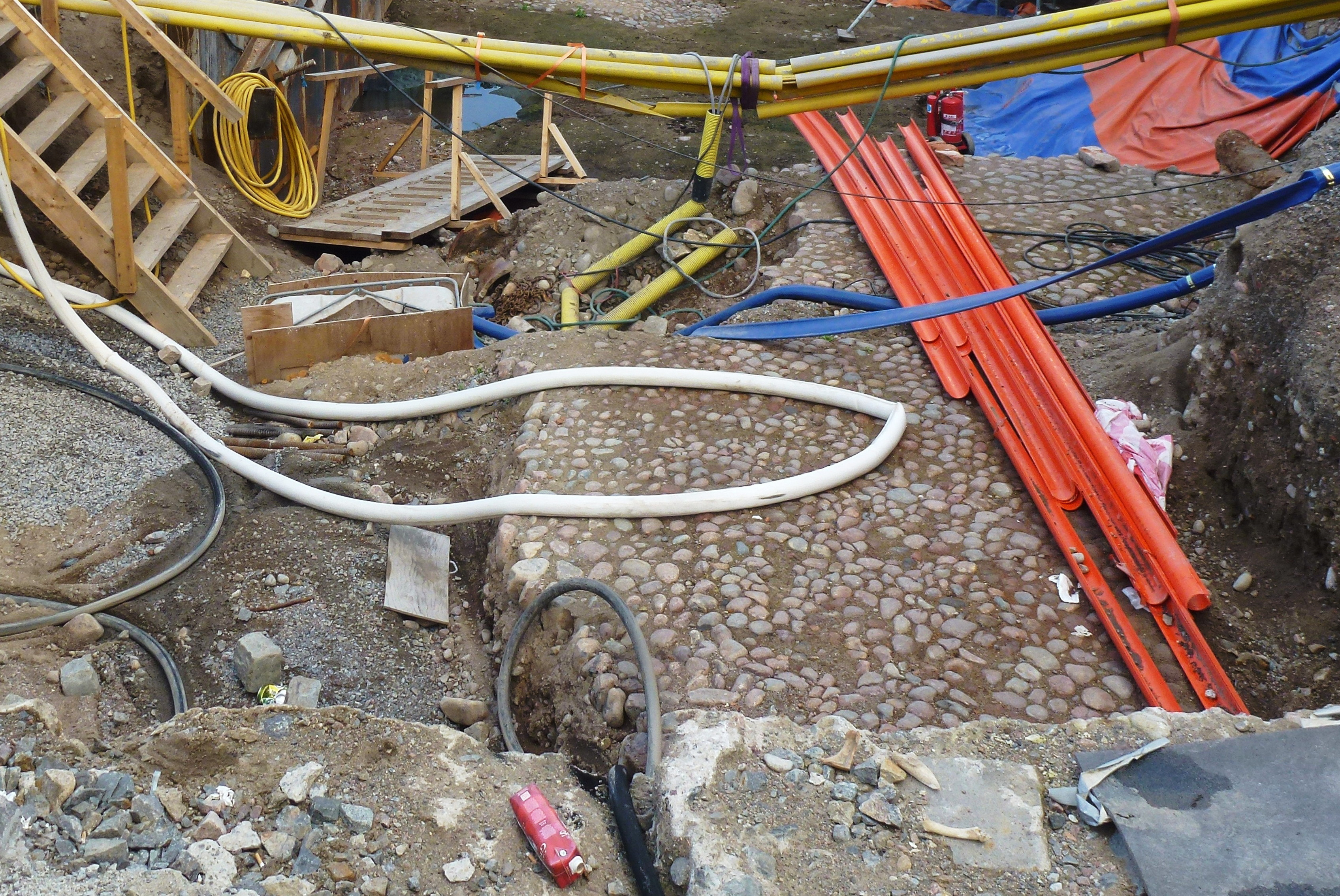
Kullersten från 1700-talet.

I samband med förberedande arbeten för projekt Slussen utfördes på hösten 2013 schaktarbeten utanför Stockholms stadsmuseets norra flygel. Arkeologer från Stadsmuseet, som övervakade arbetet upptäckte då arkeologiska lämningar, flera meter under dagens gatunivå. Bland annat hittades keramikskärvor och kritpipor samt kullerstensbeläggningen av det som en gång var Brunnsbacken. Den ledde ner till brunnen som låg vid 1700-talets Södermalmstorg och gav backen sitt namn. Kullerstenarna är fint lagda för att backen skulle bli så slät som möjligt.
Den nu framgrävda kullerstensbeläggningen syns på Johan Sevenboms tavla Utsikt från Brunnsbacken över Saltsjön från 1770-talet. Under lämningarna av Brunnsbacken finns en ännu äldre gatubeläggning bevarad, som är en del av Stockholms medeltida gatunät.